# Operation Market Garden
Operation Market Garden (17. – 25. september 1944) var en militær operation under anden verdenskrig, udtænkt af den britiske general Bernard Montgomery. Hensigten var at erobre broer over de største floder i det tyskbesatte Holland for at lette den allierede fremrykning ind i Tyskland.
Operationen begyndte heldigt, da broen over Waal ved Nijmegen blev erobret. I større perspektiv var operationen mislykket, da den sidste bro over Rhinen (ved Arnhem) ikke blev holdt ved det tyske modangreb, der knuste den britiske 1. luftbårne division. Det regnes som den sidste tyske sejr på vestfronten.
Operationen var planlagt i to faser: Market, som var en indsætning af faldskærmstropper, og Garden, som var en fremrykning langs hovedvej 69 med det 30. armékorps under ledelse af general Brian Horrocks.
- Ukendt britisk soldat begravet efter slaget med hjelm og kors med tysk indskrift
- Britiske faldskærmstropper i position på den nordlige side af Rhinen

- Amerikanske tropper krydser Siegfried-linjen
- 82. luftbårne division bliver nedkastet tæt ved Grave i Holland

## Tab
| Tab         | Dræbte(Market + Garden = Total) | Sårede    | Savnede | Tilfangetaget | Total  | Sum    |
| ----------- | ------------------------------- | --------- | ------- | ------------- | ------ | ------ |
| Tyske       | Ca. 2.000                       | Ca. 6.000 |         |               | 8.000  | 8.000  |
| Britiske    | 1.130 + 5.354 = 6.484           |           | 851     | 6.496         | 13.430 | 14.360 |
| Amerikanske | 558                             |           |         |               | 558    | 14.360 |
| Polske      | 96                              | 276       |         |               | 372    | 14.360 |
| I alt:      | I alt:                          | I alt:    | I alt:  | I alt:        | I alt: | 22.360 |